# Abony

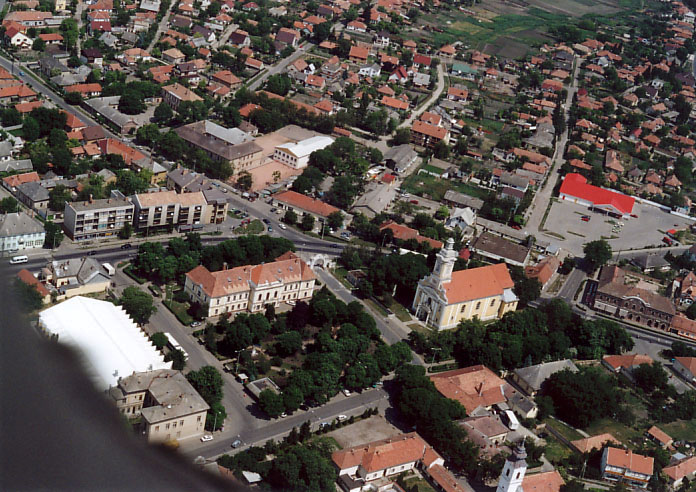
Luftaufnahme der Stadt (2006)

Abony ist eine ungarische Stadt im Kreis Cegléd im Komitat Pest.

## Geographische Lage
Abony liegt in Mittelungarn, im Südosten des Komitats Pest, ungefähr auf halber Strecke zwischen den Städten Cegléd und Szolnok.

## Geschichte
Abony wurde 1450 erstmals urkundlich erwähnt.

## Sehenswürdigkeiten
- Römisch-katholische Sankt Stefans-Kirche (erbaut 1785)
- Reformierte Kirche
- Vigyázó-Schloss
- Lajos Abonyi-Dorfmuseum
- Synagoge, 1825 erbaut

## Städtepartnerschaften
- Reci, Rumänien

## Söhne und Töchter
- Robert von Hagen (1846–1893), deutscher Schriftsteller
- Julius Hay (1900–1975), österreich-ungarischer Dramatiker
- János Varga (1939–2022), Ringer
- István Varga (1943–2014), Handballspieler
- Ferenc Szekeres (* 1947), Leichtathlet